# Catedral del Sagrado Corazón (Monrovia)
La Catedral del Sagrado Corazón o simplemente Catedral de Monrovia (en inglés: Sacred Heart Cathedral) es el nombre que recibe un edificio religioso que pertenece a la Iglesia católica y se encuentra ubicado frente a la Calle Broad en pleno centro de la localidad de Monrovia, capital del país africano de Liberia.
Se trata de un templo que sirve como la sede de la Arquidiócesis Metropolitana de Monrovia (Archidioecesis Monroviensis) que fue creada el 19 de diciembre de 1981 por el Papa Juan Pablo II mediante la bula Patet Ecclesiae. Sigue el rito romano o latino y esta bajo la responsabilidad pastoral del obispo Lewis Zeigler.